# Трагичната история за живота и смъртта на доктор Фауст
„Трагичната история за живота и смъртта на доктор Фауст“, обикновено наричана просто „Доктор Фауст“, е трагедия от Елизабетинската епоха, написана от Кристофър Марлоу. Базирана е на германска истории за главния герой Фауст. Трагедията е написана някъде между 1589 г. и 1592 г. Предполага се, че е представена между 1592 г. и 1593 (годината, когато умира Марлоу). Има две различни версии на пиесата, публикувани няколко години по-късно.

## Представление
The Admiral's Men (трупа от актьори, играещи в периода на Елизабетинската епоха) изпълняват „Доктор Фауст“ 24 пъти през годините между октомври 1594 г. и октомври 1597 г. През 1602 г. Филип Хенслоу възнаграждава с £4 Самюъл Роули и Уилям Бърд за допълнения към пиесата.
Силният ефект на ранните постановки е белязан от легендите, които бързо се натрупват около тях. В Histriomastix, полемика от 1632 г. срещу драмата, Уилям Прин пише разказ за истински дяволи, които веднъж се появили на сцената по време на представление на „Фауст“, „за голямо учудване както на актьорите, така и на зрителите“. Твърди се, че някои хора са полудели, „замаяни от тази страшна гледка“. Джон Обри пише подобна легенда, че Едуард Алейн, главен актьор на The Admiral's Men, посветил по-късните си години на благотворителни инициативи, например основаването на Колежа „Дълвич“, прието като пряк отговор на тази случка.

## Текст
Предполага се, че пиесата е била вписана през 1592 г. в така наречения „Книжарски регистър“ (Stationers' Register), чиято цел е да регулира издателските процеси в Англия. Самият регистър дава право на издателите да документират правото си над произведенията си. Но въпреки това, записите за пиесата са объркани, което поражда конфликт относно правата. Регистърът връчва правата на пиесата на книжаря Томас Бушнел, на когото е първото издание, а Бушнел ги прехвърля по-късно на Джон Райт.
Съществуват две версии на пиесата, което поражда дълго обсъждане сред критиците по повод, коя от двете версии е автентичната, тъй като и двете версии са отпечатани много след смъртта на Марлоу. През 1609 г. и 1611 г. драмата е препечатана без значителни промени. Трите издания са известни на изследователи съответно като текстове А1, А2, А3. През 1616 г. обаче е публикуван нов вариант на пиесата, озаглавен „Трагическата история на живота и смъртта на Доктор Фауст“, който е преиздаван пет пъти до 1631 г. и е познат като текст Б, който е значително по-дълъг и различен, допълнен с още сцени. Версията от 1616 г. пропуска 36 реда и добавя 676 нови, което я прави приблизително една трета по-дълга от по-ранната версия. В редовете, които съществуват и в двете версии има малки, но значителни промени във формулировката например следната фраза, която във версията от 1604 г. е „Никога не е твърде късно, ако Фауст може да се покае“, а във версията от 1616 г. е „Никога не е твърде късно, ако Фауст се покае“, като по-различната формулировка предлага по-различна възможност за покаянието на главния герой. Друга съществена разлика е името на дявола, призован от Фауст. В по-ранната версия той е назован с името Мефистофел, а в по-късната версия е употребено Мефистофелис. Името на дявола във всеки случай е препратка към Мефистофел в първата история за доктор Фауст, написана от анонимен немски автор, която става основен източник на по-нататъшните творби. Връзката между текстовете е несигурна и много съвременни издания отпечатват и двете. Съществува документ, от който се разкрива, че през 1602 г. на двама професионални драматурзи е било платено, за да направят добавки към „Доктор Фауст“, но повечето литературоведи отхвърлят тези опити да се обясни по-голямата дължина на текст Б с тези добавки. Понастоящем текст Б се смята от специалистите за по-близък до авторския оригинал. Текст А се приема за съкратен театрален вариант. Фактът, че самият Марлоу е нямал нищо общо с публикациите и нямал контрол върху пиесата, и нейното изпълняване прави напълно възможно някои от сцените да бъдат премахнати, съкращавани или да се добавят съвсем нови сцени, така че да бъдат колкото се може по-близо до оригинала.
В миналото се е предполагало, че комичните сцени са допълнения, направени от други автори. Редица учени смятат, че комичните сцени са неразделна част от пиесата, затова те продължават да бъдат включвани в печата. Те показват промяната в амбициите на Фауст, което предполага, че Марлоу е имал, в крайна сметка, някакъв вид намеса върху тях.

## Герои
| Автор                          | Кристофър Марлоу |
| Герои                          | - Доктор Фауст - Вагнер - Валд, приятел на Фауст - Корнелий, приятел на Фауст - Трима школари - Старец - Папата - Раймонд, крал на Унгария - Бруно, папата-съперник - Двама кардинали - Архиепископ Реймски - Кардинал Лоренски - Карл V, император на Германия - Мартино – придворен - Фредерик – придворен - Бенволио – придворен - Рицар - Херцог Сансонски - Херцог Анхолтски - Херцогиня Анхолтска - Епископи, монаси, войници, слуги - Робин, коняр (наричан също Селяк) - Дик - Кръчмар - Конепродавач - Каруцар - Ханджийка - Добрият ангел - Лошият ангел - Мефистофел - Луцифер - Велзевул - Дяволи - Седемте смъртни гряха - Свирач |
| Герои без реплики – привидения | - Александър Велики - Любимата на Александър - Дарий - Елена - Два Купидона |

## Структура
Пиесата е написана в бял стих и се състои от в тринадесет сцени (1604 г). или дванадесет сцени (1616) – в зависимост от версията. Белият стих е запазен до голяма степен за основните сцени, а за комичните сцени е използвана проза. Съвременните текстове разделят пиесата на пет действия, като акт 5 е най-краткият. Както много други пиеси в Елизабетската епоха, има хор, който функционира като разказвач, който няма взаимодействие с останалите герои, а по-скоро предоставя въведение и заключение на някои събития, които са се развили. Заедно със самата ѝ история и стила на писане, учените критикуват, и анализират структурата на пиесата. Леонардо Фрей пише критика, фокусирана върху откриването и закриването на монолозите на Фауст, той подчертава значението на монолозите в пиесата, като казва, че „Може би монологът повече, от който и да е друг драматичен похват, въвлича публиката във въображаема загриженост за случващото се на сцената.“. Както и се очаква, монолозите насочват към вътрешните мисли и чувства на героите, като при д-р Фауст са обвързани с неговото пагубно поддаване на дявола. Монолозите също имат паралелни концепции. Във встъпителния монолог Фауст започва своя монолог, като размишлява върху съдбата на живота си и каква иска да бъде кариерата му. Той завършва своя монолог с решението – да отдаде душата си на дявола. По същия начин в заключителния монолог Фауст започва да размишлява и накрая се примирява със съдбата, която сам си е създал.

## Сюжет
Внимание:  Текстът по-долу разкрива сюжета на произведението (или части от него)!
В пиесата Хорът дава информация на читателя не само за живота и образованието на Фауст, но също така от него се подразбира, че надутата гордост на Фауст ще доведе до неговото падение.
В дълъг монолог Фауст разсъждава върху своите умения. Той смята, че е усвоил всеки предмет, който е изучавал. Той обезценява Логиката като просто инструмент за спорове; Медицината е надценена, освен ако не позволява възкресяване на мъртвите и безсмъртие, също така отхвърля законите и религията. Затова той фиксира ума си върху магията, която според него, ако се усвои правилно, може да го направи могъщ.
Вагнер, слугата на Фауст, влиза, когато господарят му приключва да говори. Фауст го моли да доведе Валдес и Корнелий, негови приятели, които той мисли, че могат да му помогнат да научи изкуството на магията. Докато те са на път към него, един добър и един зъл ангел, посещават Фауст. Добрият го моли да остави настрана книгата с магия, а злият го насърчава да продължи напред в преследването на черните изкуства. След като те изчезват Фауст без съмнение се доверява на лошия ангел, тъй като е заслепен от идеята за благата, които би могъл да получи благодарение на магията. Той си представя как изпраща духове да му носят бижута и скъпоценности, как те го учат на тайни знания и как използва магия, за да завладее цяла Германия.
Щом се появяват Валдес и Корнелий и Фауст и обяснява, че е оставил настрана всички други форми на науката в полза на магията. Те се съгласяват да го научат на принципите на тъмните изкуства и да му обяснят чудните сили, които би могъл да получи, ако остане отдаден на стремежа си да научи магията. Валдес изброява редица текстове, които Фауст трябва да прочете и двамата с Корнелий обещават, че ще му помогнат да стане по-добър в магията дори от тях. След това Фауст ги кани да вечерят заедно и те излизат.
Във втора сцена двама учени идват да видят Фауст в дома му и от Ванер научават, че техният приятел се среща с Валдес и Корнелий, които са известни с практикуването си на черна магия. Учените се притесняват от новината, която научават, тъй като се опасяват, че Фауст също може да попадне в омагьосания кръг на черната магия, от който може да няма измъкване.
Същата нощ Фауст започва опитите си да призове дявол в присъствието на Луцифер и още три дявола, които се спотайват покрай него, без той да знае. След като създава магически кръг и произнася заклинание, чрез което отменя кръщението си, демон на име Мефистофел се появява пред него, но Фауст не е в състояние да търпи отвратителния поглед на демона и му заповядва да си промени външния вид. След като демонът го прави, Фауст се чувства горд от уменията, които смята, че притежава и иска да накара Мефистофел да му служи, но това няма как да се случи, тъй като той вече служи на Луцифер. Дяволът му казва, че всъщност не уменията на Фауст са го призовали, а по-скоро отказът, който е направил, когато се е отказал от религията си. Затова и всъщност е дошъл дяволът, за да претендира за душата на Фауст.
Докторът разпитва Дяволът за Луцифер и ада и научава, че Луцифер и всичките му дяволи някога са били ангели, които са се бунтували срещу Бог и са били прокълнати да живеят в ада завинаги. Фауст, обаче прави коментар, че в момента Мефистофел не е в ада, а на земята, но Дяволът настоява, че той и неговите събратя са винаги в ада дори и когато са на земята, защото лишаването от Божия закрила, каквато са имали преди е достатъчен ад. Фауст отхвърля това и заявява, че ще си продаде душата на Луцифер в замяна на двадесет и четири години служба на Мефистофел.
Дяволът се съгласява да предаде това предложение на своя господар и си заминава.

### Пак с Луцифер
Използвайки Мефистофел като пратеник, въпреки че изпитва леки съмнения, Фауст сключва сделка с Луцифер. Сделката изисква на Фауст да му бъдат дадени 24 години живот на Земята, като през това време той ще има Мефистофел като свой личен слуга и способността да използва магия. След като този период изтече докторът ще трябва да предаде тялото и душата си на Луцифер и да прекара живота си в ада.
Тази сделка трябва да бъде подписана като договор и то с кръвта на Фауст. Той сам поразява ръката си, за да подпише пакта, но кръвта от раната засъхва много бързо и не успява да свърши работа. Мефистофел отива да взема горещи въглища, с които да накара раната да прокърви отново, а докато го няма, а докато го няма Фауст изпада в лек пристъп на съмнение и в главата му се прокрадва мисълта, че може би собствената му кръв се опитва да го предупреди да не продава душата си. Все пак обаче той подписва договорът и след това открива надписът „Homo, fuge!“, който преведен от латински означава „Човече, бягай!“.
В това време се появяват група дяволи, които обсипват Фауст с богатства и докторът напълно забравя за предупреждението, което се е появило на ръката му. Така Фауст официално сключва договор с Луцифер в замяна на двадесет и четири годишна служба на Мефистофел.

### Губене на уменията
След като договорът вече е в сила, Фауст задава редица въпроси на Мефистофел, свързани с ада, планетите, небесата и т.н., но демонът отговаря на всичко уклончиво и двусмислено, докато докторът не го пита „Кой е създал света?“. Този въпрос не се харесва на Мефистофел и той не желае да отговори, тъй като отговорът е „против неговото царство“.
Това отново пробужда съмнения у доктора и той започва да се чуди дали е постъпил правилно като е продал душата си и дали има шанс все още да се покае. Появяват се добрият и лошият ангел, първият му казва, че никога не е късно за прошка, но щом Фауст започва да се моли на Христос, се появяват Луцифер и Белзевул (друг дявол). Те казват на Фауст да спре да мисли за Бог и да се подчини на договора, който е подписал по свое собствено желание. Луцифер носи със себе си седемте смъртни грехове – гордост, алчност, завист, гняв, лакомия, безделничество и накрая разврат. Видът на греховете застанали пред него не плаши Фауст, а даже напротив той иска от Луцифер да го заведе да види и ада. Докторът е заслепен от мисълта за уменията, които би могъл да получи, до такава степен, че не вижда греховете, които са се материализирали пред него, като предупреждение за лошата участ, която го очаква.
От този момент до самия край на пиесата, макар да печели слава със своите сили, д-р Фауст не прави нищо полезно. Въпреки първоначалната нагласа, с която подписва пакта с Луцифер, която е именно да направи велики открития и в общи линии всичко останало, което реши, че иска да направи. Той използва уменията си за правене на шеги и несериозни демонстрации пред известни хора.
Фауст тръгва на пътешествие през космоса с Мефистофел, на колесница теглена от дракони, за да се убеди сам в мащабността на небесата. След това решава да обиколят Европа, първата им спирка е Рим. Там те правят неканено посещение на папата, стават невидими и правят номера, докато той вечеря със своите поддръжници. Взимат храна от масата, шумно псуват и пречат на вечерята. Папата и хората, които са в залата, заедно с него решават, че вероятно сред тях има дух и започват да се кръстят и молят. Фауст стига дотам, че дори боксира ушите на папата и след това опасявайки се от силите на екзорсизма, който са предизвикали, Фауст и демонът му напускат покоите на папата.
След това Фауст се завръща у дома в Германия, където се е прославил с уменията си. Германският император Карл V е чул за Фауст и го кани в двореца си. Той отива и е помолен да призове Александър Велики, докторът обяснява, че няма как да се появи с действителното си тяло, но ще се покаже пред тях дух, който е негово подобие. Един рицар от двора на императора, обаче смята, че Фауст е шарлатанин и прекъсва представлението му, за да го обиди. Доктора в замяна на това прави магия, която предизвиква израстването на рога от главата на рицаря. Впоследствие рицарят моли за прошка и да му бъдат премахнати рогата, Фауст се съгласява, но го предупреждава да има повече уважение към учените в бъдеще.
По-нататък в пиесата Фауст има сблъсък с търговец на коне. Когато доктора му продава коня си, заръчва на търговеца да не го язди във вода. Той обаче прави точно това и конят се превръща в слама (материалът, който е бил омагьосан, за да се създаде животното). Конникът гневно се връща при Фауст, за да си иска парите, но когато го намира, докторът се преструва на заспал. Мъжът дърпа крака му, за да го събуди, но той използва магия, за да накара крайникът му да се разкъса от тялото му веднага в ръцете на търговеца. Мъжът побягва ужасен, а кракът на Фауст се регенерира незабавно.
Фауст е поканен и в двореца на херцога на Ванхолт и там той прави магия, но тя не впечатлява особено херцогинята. Тя иска грозде, което в момента няма как да се намери, тъй като е зима. Мефистофел отива в южното полукълбо, за да вземе малко грозде за нея. Благодарни, херцогът и херцогинята го награждават.
Времето напредва и двадесет и четвъртата година неусетно наближава, а с нея идва и краят на Фауст. Междувременно докторът е приел множество ученици, които да обучава на магия, като тази да призовава разни личности; една от демонстрациите, която прави е призоваването на подобието на Елена от Троя.
Докторът често се замисля за проклятието, което го очаква скоро. Един старец отива при него и го моли да се покае за своите грехове и да моли Бог да спаси душата му. Мефистофел се ядосва на Фауст, тъй като той е подписал договор с Луцифер и няма право да мисли за Божие изкупление. Демонът иска от него на потвърди своята вярност с нова кръвна клетва, а ако откаже го заплашва, че ще го разкъса. Фауст го прави и моли Мефистофел да призове отново хубавата Елена, за да може да си я вземе за любима и да се утеши чрез красотата, която тя притежава.
В крайна сметка настъпва и последният ден от крайния срок, който има Фауст преди да се наложи да изтърпи последиците на договора му с Луцифер. Той изглежда тежко болен, разтревожен и разстроен, че не е способен да се покае, опитва се да се пазари за още време, но най-накрая идва полунощ и изтича двадесет и четвъртата година. Дяволите идват да го отнесат в ада.

## Калвинистката/антикалвинистката природа на „Доктор Фауст“
Религиозните влияния в „Трагичната история за живота и смъртта на доктор Фауст“ са обект на значително големи дебати в края на века. Един от най-обърканите въпроси, предизвикващи редица спорове сред критиците, е дали драмата подкрепя или се изправя срещу калвинистката доктрина. Тази тема присъства в лекциите и критическата литература, представяни и писани през втората половина на шестнадесети век от английските преподаватели. Според Калвин, християнска доктрина, която проповядва, че Бог върши всичко по своя собствена воля; избира кой да бъде спасен и кой да бъде погубен и че никой не може да управлява съдбата си. Тази доктрина предизвиква големи противоречия сред обществото, тъй като противниците на калвинизма я възприемат като учение, което има за цел да ограничи свободната воля на човека в името на съдбата и спасението му.
По времето, когато „Доктор Фауст“ се изпълнява на сцена, популярността на доктрината почва да се покачва. Доктрината става източник на разгорещени дебати между преподавателите от Кеймбридж и Оксфорд. Сред тях са калвинистните последователи като Уилиям Уитикър и Уилиям Пъркинс и противниците на калвинизма като Уилиям Барет и Питър Баро. Диспутът достига своя зенит през 80-те години на 16 в., когато Марлоу е студент в Кеймбридж. Именно тези спорове са повлияли дълбоко на творчеството му, както и на много негови състуденти.
Като се вземе предвид съдбата на Фауст, калвинистите са направили заключението, че проклятието му е било неизбежно. Отхвърлянето на Бог и неспособността му за покаяние са доказателства, че никога не му е предоставена възможността да избира. Още от самото начало е предопределен неговия трагичен край.
За калвинистите Фауст е въплъщение на най-лошия вид грешници – онези, които са се докоснали до божествения дар, но са го отказали. Неговото проклятие е оправдано и заслужено, тъй като той никога не бива приет сред останалите избрани да бъдат спасени.
Гледището на антикалвинистите по този въпрос е коренно различно. Те намират подобно мислене за противоречиво и са склонни да приемат, че основният замисъл на „Доктор Фауст“ е да критикува последователите на подобни доктрини. Питър Баро, един от най-големите критици от времето на Марлоу, твърди, че подобни учения предизвикват по-скоро безнадеждност сред вярващите, отколкото покаяние сред грешниците. Баро разпознава заплахата от масово усещане за безнадежност. Според него, калвинистите усложняват излишно проблемите с покаянието и съдбата като предизвикват ненужно объркване сред страдащите вярващи.

## Теми и мотиви
Историята може да бъде сравнена с гръцкия мит за Икар, момче, чийто баща Дедал му е дал крила, направени от пера и пчелен восък. Икар не се вслушва в предупреждението на баща си, което гласяло да не лети прекалено високо и близо до слънцето. Момчето го направило и крилата му се разтопили, вследствие на което той паднал и умрял. По същия модел, според Хорът, Фауст ще се „издигне над обсега си“ и ще си понесе последствията.
Начинът, по който Хорът представя Фауст, главния герой на пиесата, е важен, тъй като прави пряка връзка към ренесансовите ценности. Европейският Ренесанс от XV и XVI век води до възраждане на интереса към класическото обучение и открива нов акцент върху индивида в литературата. В средновековната епоха, предшестваща Ренесанса, фокусът на науката е бил върху Бог и теологията; през петнадесети и шестнадесети век фокусът се насочва към изучаването на човека и природата, завършвайки с раждането на модерната наука.
Прологът директно локализира драмата в ренесансовия свят, където са в сила хуманистичните ценности. В тази пиеса читателят става свидетел на живота на обикновен човек.
Класическата литература обикновено се фокусира върху живота на великите и известните – светци, царе или древни герои. За времето си отличителното на пиесата е, че тя не е с такава тематика, а точно обратното. Посланието е ясно: в новия свят на Ренесанса обикновеният човек като Фауст, обикновеният учен е също толкова важен, колкото всеки крал или воин и това важи и за неговата история.
Фауст се обръща към тъмните изкуства, когато законът, логиката, науката и теологията не успяват да го задоволят. Според Чарлз Никъл това поставя пиесата твърдо в „Елизабетинския период“, когато проблемът с магията е бил въпрос на дебат и когато Ренесансовият окултизъм е имал за цел да продължи науката.

## Адаптации
- Първата телевизионна адаптация е излъчена през 1947 г. от Би Би Си с участието на Дейвид Кинг-Ууд в ролята на Фауст и Хю Грифит в ролята на Мефистофел.
- През 1958 г. в друга телевизионна версия на BBC участва Уилям Скуайър като Фауст в адаптация на Роналд Ейър, предназначена за училища.
- През 1961 г. Би Би Си адаптира пиесата за телевизия като продукция от два епизода с участието на Алън Доби като Фауст; това излъчване също било предназначено за използване в училищата.
- Две изпълнения на живо в Лондон са записани на видео и са пуснати на DVD: едно в театъра в Гринуич през 2010 г. и едно в театър „Глобус“ през 2011 г. с участието на Пол Хилтън в ролята на Фауст и Артър Дарвил в ролята на Мефистофел.